# Кръговрат на веществата
Кръговрат на веществата е непрекъснатото преминаване на веществата от неживата природа в живата природа и от тях отново в неживата природа.
За да протича този процес, е необходимо да има растения, които образуват органични вещества, животни и гъби, които да ги приемат като храна и бактерии, които да разграждат растенията и животните след смъртта им.

## Протичане
Зелените растения, с помощта на хлорофил и светлинната енергия, образуват от неорганични вещества органични (въглехидрати, белтъци и мазнини). В органичните вещества е включена светлинната енергия, преобразувана като химична. С други думи, зелените растения са енергиен мост между Слънцето и Земята. Чрез енергията, която те преобразуват и натрупват във вид на органични съединения, се поддържа животът на Земята. Растенията използват част от образуваните от самите тях органични вещества за свои жизнени процеси. Останалите органични вещества служат за храна на растителноядните животни, които са храна на месоядните. Телата на умрелите растения и животни се разграждат от сапрофитни бактерии в почвата и се превръщат в минерални соли. Растенията използват минералните соли при фотосинтезата.
В природата кръговратът на веществата е протичал и преди появата на живота върху Земята. Този кръговрат не преминава през организмите, нарича се геологичен. Извършва се и сега. Например водата под действието на температурата на въздуха и ветровете се изпарява от водните басейни. Парите се охлаждат и се образуват облаци. Водата отново пада на земята във вид на валежи сняг, дъжд, роса. Кръговратът на водата преминава и през организмите. С появата на организмите кръговратът на веществата се усложнява – извършва се биологичен кръговрат.

## Кръговратът на веществата в екосистемите
Безкрайното взаимодействие на абиотичните фактори с живите организми и взаимната връзка в хранене между самите организми (продуценти, консументи и деструктори) на екосистемите осъществява един непрекъснат кръговрат на вещества в редуваща се смяна на органични с минерални вещества. Различните организми непрекъснато се нуждаят и поглъщат необходимите за техния жизнен цикъл вещества, при което изхвърлят повече или по-малко сложни, неусвоени в метаболизма минерални и органични продукти и в т.ч. урина и екскременти.
Химични елементи, каквито са въглерод, водород, азот, сяра и поне още 30 други такива, жизнено необходими за образуването на живата клетка, непрекъснато се преобразуват в органични вещества (мазнини, белтъчини, въглехидрати или техни предшественици и производни) или неорганични йони се поглъщат от автотрофните растения, след което се използват от хетеротрофните видове: животните и след това от микроорганизмите – деструктори. Последните, минерализират мъртвата биоорганика, т.е растителните и животински остатъци до разтворими или газообразни съединения, които се възвръщат отново в почвата, водата и атмосферата. Така, различните биогенни елементи са в постоянна циркулация: разтварят се в континенталните повърхностни води, изнасят се в морета и океани или се пренасят в атмосферата. От друга страна, между водите и атмосферата се осъществява постоянен газообмен.
Терминът „биогеохимически кръговрат“, отнесен към биосферата, означава обмен на химични елементи между живите организми и неорганичната среда, различните стадии на който се осъществяват вътре в екосистемата. Съществуването на подобни кръговрати позволява системата да се саморегулира (хомеостаза), което придава на екосистемата устойчивост – удивително постоянство на състава, сиреч на процентното съдържание на химичните елементи в различните компоненти на тази екосистема.